# Джеймс Алисън
 Джеймс Патрик Алисън (на английски: James Patrick Allison) е американски имунолог, носител на Нобелова награда за физиология или медицина (2018 г.).

## Биография
Роден е на 7 август 1948 година в Алис, щата Тексас. Учи в Тексаския университет в Остин, където получава бакалавърска, магистърска и докторска степен (1973). След това работи в Изследователски институт „Скрипс“ в Сан Диего (1974 – 1977), Раковия център „М. Д. Андерсън“ в Хюстън (1977 – 1984 и от 2012), Калифорнийския университет в Бъркли (1985 – 1997) и Сан Франциско (1997 – 2004), Мемориалния раков център „Слоун-Кетъринг“ в Ню Йорк (2004 – 2012). Основните му изследвания са на T-клетките и използването им за имунотерапия на тежки ракови заболявания.
През 2018 година, заедно с Тасуку Хонджо, получава Нобелова награда за физиология или медицина „за развитието на антиракова терапия чрез инхибиране на отрицателната имунна регулация“.